# Kopyšník
Kopyšník (Hedysarum) je rod rostlin z čeledi bobovité. Jsou to byliny se zpeřenými listy a často nápadnými květy. Jsou rozšířeny v počtu asi 160 druhů v mírném pásu severní polokoule. V České republice roste jako vzácná ozdoba Krkonoš a Hrubého Jeseníku kopyšník tmavý.

## Popis
Kopyšníky jsou byliny, pouze výjimečně i keře. Listy jsou lichozpeřené, s celokrajnými vstřícnými lístky. Palisty jsou proti řapíku, volné nebo srostlé. Květenství jsou úžlabní volné až hlávkovitě stažené hrozny, které často vyrůstají z úžlabí horních listů a budí dojem vrcholových květenství. Květy bývají velké, purpurové, růžové, žluté nebo bílé. Kalich je zvonkovitý, s 5 zuby. Pavéza je obvykle delší než křídla a kratší než člunek. Tyčinky jsou dvoubratré (9+1). Semeník je přisedlý až stopkatý, s několika vajíčky. Plody jsou článkované, nepukavé, zploštělé, rozpadající se na několik jednosemenných dílů.

## Rozšíření
Rod kopyšník zahrnuje asi 160 druhů. Je rozšířen v Evropě, Asii], severní Africe i Severní Americe. Některé druhy vystupují do značných nadmořských výšek, např. asijské kopyšníky Hedysarum algidum, H. ferganense a H. sikkimense až do 4500 metrů.
V České republice roste jediný druh, kopyšník tmavý (Hedysarum hedysaroides). Vyskytuje se pouze ve vysokých polohách Krkonoš a Hrubého Jeseníku.
Z celé Evropy je uváděno celkem 19 druhů kopyšníků. Největší část z nich (celkem 10) se vyskytuje pouze ve východní Evropě, v Rusku a Bulharsku. Ve Středomoří jsou šířeji rozšířeny 3 druhy: kopyšník věncový (Hedysarum coronarium), H. spinosissimum a H. glomeratum. Další druhy mají areál v Evropě velmi omezený: H. humile ve Španělsku a Francii, H. macedonicum v bývalé Jugoslávii, H. varium v Turecku. Zajímavé je rozšíření druhu H. flexuosum, který je udáván ze Španělska, Portugalska a ruského Krymu.
V Alpách rostou celkem 2 druhy kopyšníků. Kopyšník tmavý (H. hedysaroides) je rozšířen téměř v celých Alpách, zatímco H. boutignyanum je omezen na jejich jihozápadní část. Někdy je z jihozápadní části Alp udáván ještě druh H. brigantiacum, který byl ale ztotožněn s H. hedysaroides subsp. hedysaroides.

## Taxonomie
Množství synonym a neplatných názvů v přehledech druhů rodu Hedysarum svědčí o komplikované taxonomické minulosti.

## Zástupci
- kopyšník mnohojařmý (Hedysarum multijugum)
- kopyšník tmavý (Hedysarum hedysaroides)
- kopyšník věncový (Hedysarum coronarium)

## Význam
Kopyšník Hedysarum polybotrys má využití v medicíně. Některé asijské druhy, např. H. flavescens, H. kirghisorum, H. dahuricum, H. shanense slouží jako hodnotné krmivo. Některé druhy kopyšníků mohou být pěstovány jako skalničky, nejsou však nijak běžné.